# 항섬유소용해제
항섬유소용해제(抗纖維素溶解劑, 영어: antifibrinolytic)는 섬유소용해(피브린용해) 저해제의 일종이다. 항피브린용해제라고도 한다. 예로는 아미노카프로산(ε-아미노카프로산)과 트라넥삼산이 있다. 이러한 리신 유사 약물은 주로 섬유소(피브린) 표면의 리신이 풍부한 영역에서 일어나는 플라스미노겐 활성화제(주로 t-PA 및 u-PA)에 의해 전구체인 플라스미노겐으로부터 섬유소용해(피브린용해) 효소인 플라스민의 형성을 방해한다.

## 같이 보기
- 섬유소용해